# Онисифорос Русиас
Онисифорос Русиас (на гръцки: Ονησίφορος Ρουσιάς) е кипърски футболист, нападател.

## Кариера

### Еносис Паралимни
Започва да тренира футбол в академията на местния Еносис Паралимни. Става голмайстор в първенството до 17 г. с 26 гола за юношеския тим.

### Мидълзбро
Мести се в школата на английския Мидълзбро, когато е на 16 години. За 2 години и половина там, записва участия за резервите и юношите на клуба.

### Завръщане в Паралимни
На 31 юли 2011 г. Русиас се завръща в Еносис Паралимни. През сезон 2011/12 участва в 18 мача за клуба и вкарва 2 гола. През следващия сезон е резерва и влиза в игра само в 8 мача. Напуска тима на 28 декември 2012 г.

### Омония
На 1 януари 2013 г. подписва с Омония.

### Национален отбор
Преминава през юношеските гарнитури на Кипър и достига до мъжкия отбор. Дебюта си прави през май 2014 г. срещу Япония.